# باشگاه ورزشی مازیا
باشگاه ورزشی مازیا یک باشگاه فوتبال حرفه‌ای در شهر ماله ، مالدیو است.